# Campeonato Mineiro 1924
In 1924 werd het tiende Campeonato Mineiro gespeeld voor voetbalclubs uit de Braziliaanse stad Belo Horizonte, hoofdstad van de staat Minas Gerais. De competitie werd gespeeld van 22 juni tot 21 december en werd georganiseerd door de Liga Mineira de Desportos Terrestres, officieel heette het kampioenschap toen nog Campeonato da Cidade de Belo Horizonte. América werd kampioen.

## Eindstand
| Plaats | Club             | Wed. | W | G | V | Saldo | Ptn. |
| ------ | ---------------- | ---- | - | - | - | ----- | ---- |
| 1.     | América          | 6    | 5 | 0 | 1 | 18:3  | 10   |
| 2.     | Palestra Itália  | 2    | 1 | 0 | 1 | 1:2   | 2    |
| 3.     | Yale Athletic    | 1    | 0 | 0 | 1 | 2:4   | 0    |
| 4.     | Sete de Setembro | 3    | 0 | 0 | 3 | 0:10  | 0    |
| 5.     | Palmeiras        | 2    | 1 | 0 | 1 | 1:3   | 2    |

|  | Kampioen |

## Kampioen
| Campeonato Mineiro de 1924 |
| -------------------------- |
| América (9º Titel)         |